# Владимирска икона на Божията майка
Владимирската икона на Божията майка (на руски: Влади́мирская ико́на Бо́жией Ма́тери; Vladimirskaja ikona Boschijei Materi, транслитерация: Vladimirskaja ikona Božiej Materi, на украински: Вишго родська ікона Божої Матері), накратко Владимирская, е икона от края на 11 или началото на 12 век, национална светиня на Русия и по този начин една от най-важните икони на цялото руско православие.

## Произход
Според легендата тази икона е един от трите портрета, които евангелист Лука е направил на Богородица и Младенеца Христос. През 5 век се твърди, че е пренесен от Йерусалим в Константинопол по заповед на император Теодосий II. Изследванията на изображението не потвърждават тази легенда. По-скоро се твърди, че иконата е направена в Константинопол в началото на 12 век и представлява изключителен образец на къснокомнинската иконопис.

## История
След като Киевска Рус е „покръстена“ от обръщането към християнството на Владимир I през 988 г., има голяма нужда от религиозни предмети за практикуването на новата вяра и литургия. Тази нужда се задоволява с внос на тези предмети от Константинопол. Две икони на Божията Майка също са дошли в Киев по този начин между 1131 и 1136 г., едната от които вероятно е Владимирската, която е била почитана като чудотворен образ в манастира „Девичи“ във Вишгород (близо до Киев).
През 1155 г. иконата е пренесена във Владимир от името на княз Андрей Боголюбски, където се съхранява в катедралата „Успение Богородично“ (Успенски катедрален храм). Андрей Боголюбски е княз на Владимир и Суздал, а от 1157 г. велик княз на Киев; Той избира Владимир за резиденция на великия княз и по този начин за политически център на Киевска Рус, тогавашната Руска империя. Във Владимир Андрей Боголюбски построява множество бели каменни сгради, включително катедрали, манастири и укрепления. Като спасителна Богородица от Владимир, иконата на Богородица става най-почитаният образ в Русия през 14 век.
Най-известният и най-публикуван откъс от иконата Владимирская, както е известна накратко на руски.
През 1395 г. иконата отново е преместена и пренесена в Москва, където по-късно заема мястото си в иконостаса отдясно на Царската врата на катедралата „Успение Богородично“ през 15 век. От 16 век се смята за най-почитаната икона в Москва.
След като иконата е изнесена от Успенската катедрала на Кремъл през 1918 г., тя е изложена в Държавния исторически музей на Червения площад през 1926 г., преди да бъде добавена към колекцията на Третяковската галерия през 1930 г. С инвентарен номер 14243 сега се намира в църквата-музей „Свети Николай Толмачашки“ (на руски: Музей-храм Святителя Николая в Толмачах, Musei-chram Svyatitelja), която е част от Третяковската галерия в Толмачах).

## Национална светиня
Владимирская в музейната църква на Третьяковската галерия 
Славата на иконата се основава на легенди около предполагаемите чудеса на иконата, които са тясно свързани с действителни исторически събития в руската история. Всичко започва, когато конете, които трябва да откарат иконата в Ростов, отказват да продължат във Владимир. Смята се, че иконата е отговорна за основаването на новата столица и нова империя (Великото княжество на Владимир). През 1395 г. се казва, че иконата е спасила Москва от нападението на Тимур. И се казва, че иконата е спасила Русия от гибел още два пъти: през 1451 г. и 1480 г. Годината 1480 е особено важна, защото именно по време на стойката на Угра започва Великото московско княжество при Иван III. – разбира се с помощта на Владимирская – за да укрепи властта си, преди Иван IV Грозни да успее най-накрая да отблъсне Златната орда.
Друга история разказва, че по време на нападението на германския Вермахт над Москва през декември 1941 г. Йосиф Сталин наредил иконата да бъде сложена в самолет, който прелита над града, за да защити населението и града.

## История на изкуството
Най-забележителната характеристика на иконата от историческа гледна точка на изкуството несъмнено е изключително високото качество на нейната живопис. Въпреки това, както показват интензивните проучвания на Руските държавни реставрационни работилници през 1919 г., само лицето и шията на Божията майка, лицето на младенеца Христос и незначителни части от фона датират от първоначалния период на създаване на иконата.
Иконографски този начин на изобразяване на Богородица с младенеца Христос принадлежи към т. нар. елевски тип. Елеуса (на гръцки състрадателна, милостива) или Умиление (умиление – на руски за чувство) означава, че Мария, носеща мафорион, се обръща с любов към детето и интимната връзка между двете става ясно видима, при което скръбното изражение върху лицето на Мария има за цел да покаже, че тя вече може да предвиди Страстната седмица, която ще се появи в бъдещето. Пряк предшественик и тясно свързан тип на това изображение на Елеуса е Одигитрия. Владимирская е най-старият оцелял екземпляр от този тип, който е особено разпространен в Русия.
Артистичността и концепцията на Владимирская са с най-висока елегантност и безопасност. Преходът от контурна линия към моделирана повърхност в лицата е извършен изключително внимателно; лицето на Богородица показва характерни черти на високата византийска живопис като тесни, заострени очи, дълъг нос и тесни устни и брадичка.

## Разни
Логото на продуцентската компания на Мел Гибсън „Айкън Пръдъкшънс“ изобразява част от Владимирская.
Църквата на Дева Мария от Владимир в Пенцберг, Горна Бавария, е посветена на нея.